# Grimaldi (Italia)
Grimaldi è un comune italiano di 1 500 abitanti della provincia di Cosenza, uno dei centri della Valle del Savuto, fiume che attraversa il suo territorio.

## Geografia fisica
Grimaldi sorge a 650 m sul livello del mare. Il territorio si estende dalle montagne di Santa Lucerna (a nord, 1256 m s.l.m.) alla Valle del fiume Savuto (a sud, 150 m s.l.m.).

## Storia
È probabile che Grimaldi debba le sue origini alla devastazione vissuta dal territorio antico di Pandosia, dopo l'anno 475 d.C.
Il primo insediamento nella zona potrebbe essere stato un piccolo casale (frazione) di nome Santa Caterina, intorno all'anno 872 quando gran parte della Calabria stava sperimentando le lotte tra Longobardi, Bizantini e Saraceni. Altri casali furono San Pietro e Santo Stefano.
Secondo alcuni studiosi, il toponimo Grimaldi deriva da Grimoaldo, duca di Benevento e re dei Longobardi. Il nome era originariamente applicato a tutto il territorio. Così, mentre non vi è alcuna certezza che siano stati i Longobardi a fondare la città, non c'è dubbio che fossero presenti e integrati con la popolazione, ben prima della loro sconfitta, all'inizio dell'XI secolo d.C.
La città attuale potrebbe essere stata fondata tra il 1027 e 1034, durante l'invasione normanna, quando a causa di calamità naturali e pestilenze il popolo si trasferì alle pendici del monte Santa Lucerna. Durante il periodo angioino, aragonese e spagnolo del Regno di Napoli, Grimaldi si trovava isolato, i principali percorsi da Cosenza ad Aiello avvenivano lungo il fiume Savuto, allora navigabile.
Nel 1369 Giovanna I di Napoli inviò una delegazione alla vicina Tinisi per dividere i territori di Grimaldo e Mendicino dal territorio di Aiello. Da questo momento, fino al 1510, ci fu una serie di controversie e battaglie tra il Casale di Grimaldo e il conte di Ajello, Francesco Siscar, che aveva intenzione di occupare Grimaldi. Nel 1481, Paolo Siscar, conte di Cirella, divenne il signore di Grimaldo, ma i Grimaldesi evitarono gli obblighi feudali pagando 1000 ducati.
Nel 1638, l'originale Grimaldo fu distrutta da un terremoto, e la città fu ricostruita in una zona conosciuta come "Chiata".

### Simboli

Il gonfalone comunale

Lo stemma e il gonfalone sono stati concessi con decreto del presidente della Repubblica del 21 aprile 1999.
Il gonfalone è un drappo di rosso.

## Società

### Evoluzione demografica
Abitanti censiti

## Infrastrutture e trasporti
Il comune è interessato dalle seguenti direttrici stradali: